# Jakub Hanus
Jakub Hanus (ur. 24 lipca 1888 w Rymanowie, zm. 1941 w Samarkandzie) – kapitan rezerwy piechoty Wojska Polskiego, podinspektor Policji Państwowej.

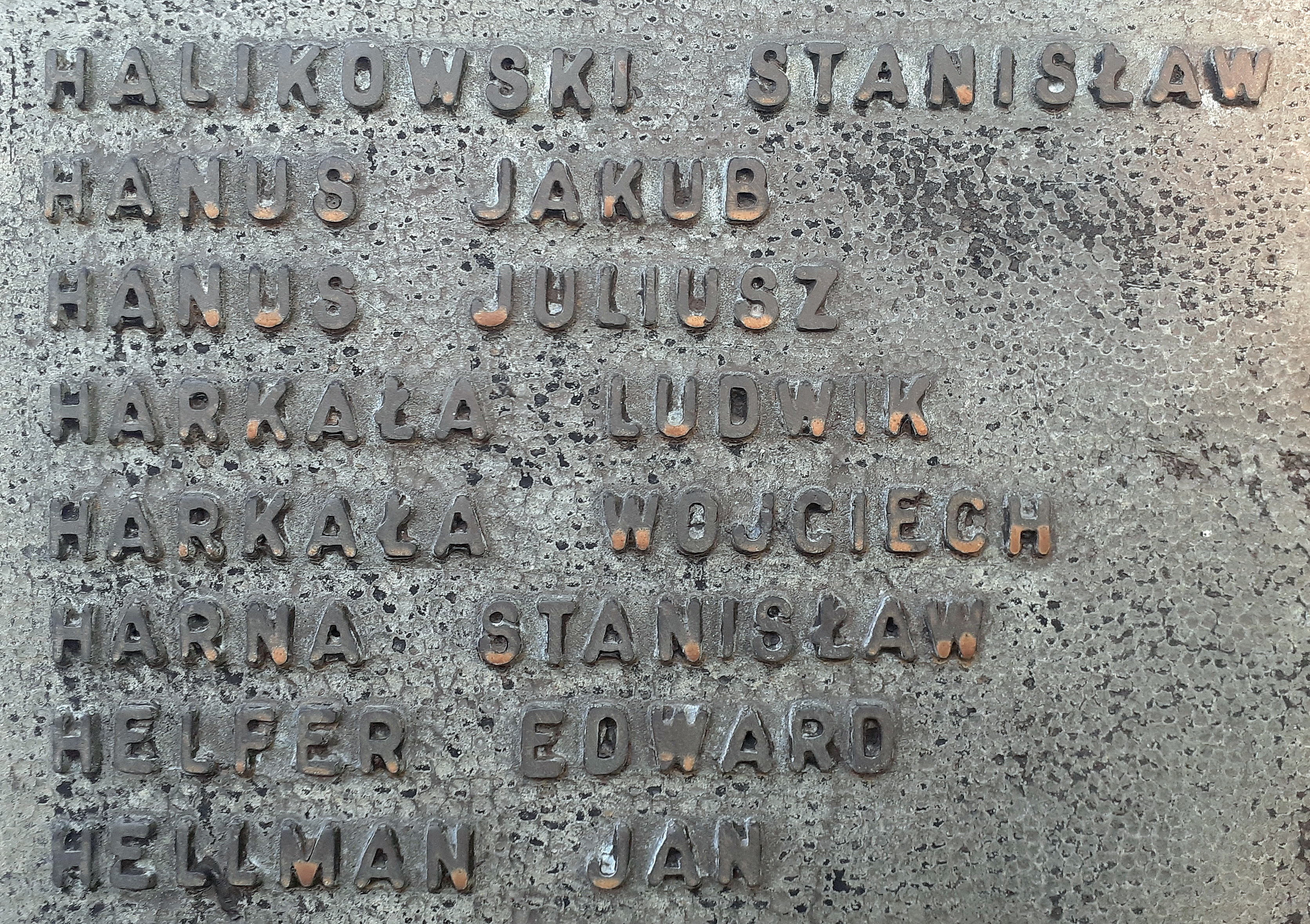
Upamiętnienie na Mauzoleum w Sanoku

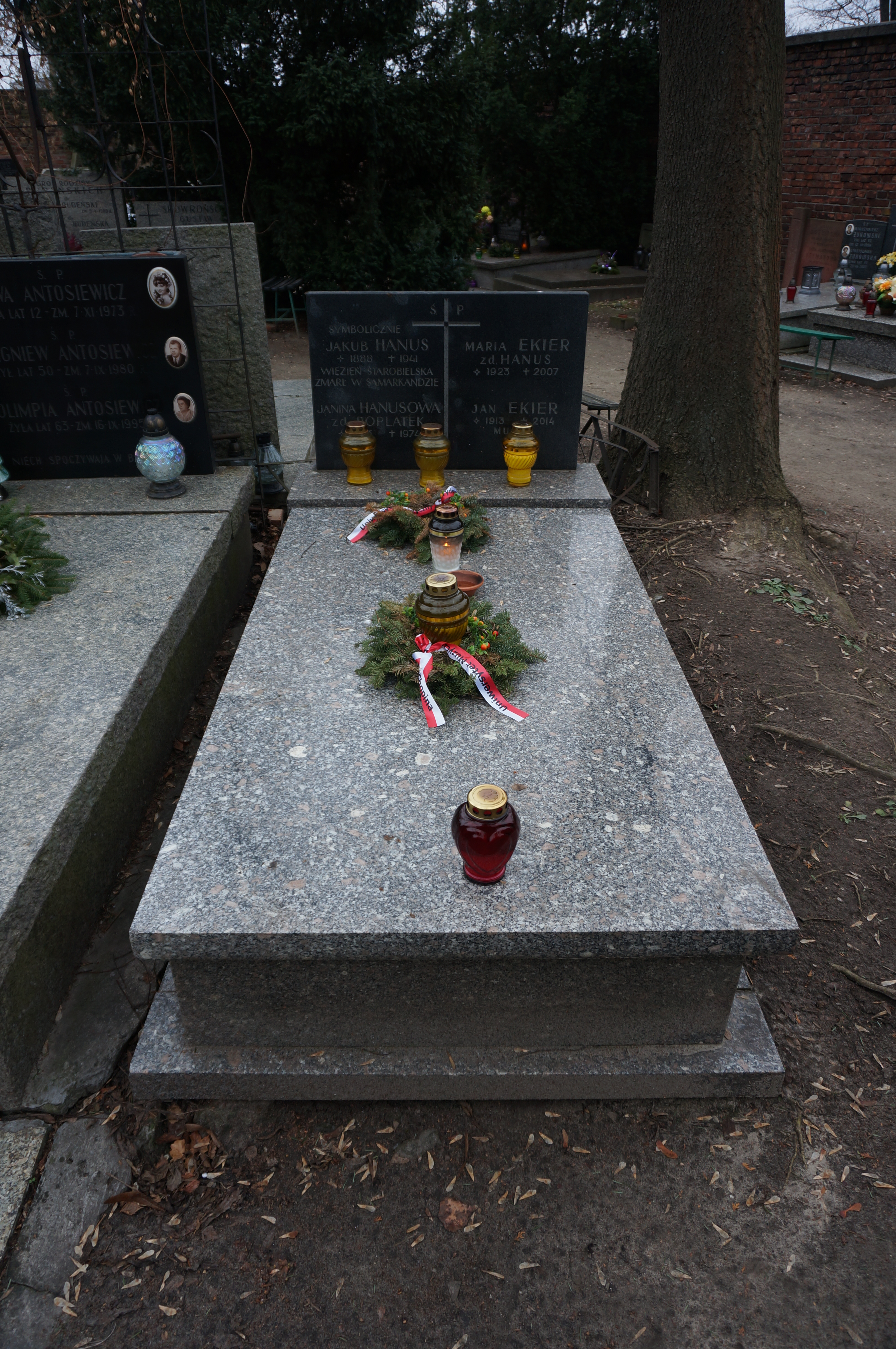
Grób symboliczny na cmentarzu Powązkowskim

## Życiorys
Jakub Hanus urodził się 24 lipca 1888 w Rymanowie, w rodzinie Józefa (rolnik w Rymanowie). W 1907 zdał egzamin dojrzałości w C. K. Gimnazjum Męskim w Sanoku (w jego klasie byli m.in. Kazimierz Bogaczewicz, Kazimierz Vetulani). 
Podczas I wojny światowej został powołany do szeregów c. i k. armii i w rezerwie piechoty został mianowany na stopień podporucznika z dniem 1 lipca 1915, a później awansowany na stopień porucznika rezerwy piechoty z dniem 1 sierpnia 1917. Około lat 1915–1918 był przydzielony do 30 pułku piechoty.
Po zakończeniu wojny, dekretem Wodza Naczelnego Józefa Piłsudskiego z 19 lutego 1919 jako były oficer armii austro-węgierskiej został przyjęty do Wojska Polskiego z dniem 1 stycznia 1918 wraz z zatwierdzeniem posiadanego stopnia porucznika ze starszeństwem z dniem 1 sierpnia 1917 i rozkazem z tego samego dnia 19 lutego 1919 Szefa Sztabu Generalnego płk. Stanisława Hallera został mianowany szefem komendy placu w Sanoku od 1 listopada 1918. Później został awansowany na stopień kapitana rezerwy piechoty ze starszeństwem z dniem 1 czerwca 1919. W 1923, 1924 był oficerem rezerwowym 1 pułku Strzelców Podhalańskich w Nowym Sączu.
Został funkcjonariuszem Policji Państwowej. W 1926 w stopniu komisarza był komendantem powiatowym PP w Nowym Sączu w Okręgu VII Krakowskim. W 1934 jako rezerwy był przydzielony do Oficerskiej Kadry Okręgowej nr VI jako oficer pełniący służbę w Policji Państwowej w stopniach oficerów PP i pozostawał wówczas w ewidencji Powiatowej Komendy Uzupełnień Stanisławów. W 1934 służył w stopniu nadkomisarza PP. W tym stopniu został przeniesiony ze Stanisławowa do Łucka. Od 24 czerwca 1938 w stopniu podinspektora sprawował stanowisko naczelnika Wydziału I Organizacyjno-Szkoleniowego Komendy Głównej PP, pełniąc je do czasu wybuchu II wojny światowej we wrześniu 1939. Ukończył studia uzyskując tytuł magistra. Publikował w branżowym czasopiśmie „Przegląd Policyjny”.
Po agresji ZSRR na Polskę z 17 września 1939 został aresztowany przez Sowietów i był osadzony w obozie jenieckim w Starobielsku. Został przewieziony w głąb ZSRR i zmarł w 1941 w Samarkandzie.
Był żonaty z Janiną z domu Poplatek (1893–1974), z którą miał córkę Marię (1923–2007), żonę Jana Ekiera, matkę Stanisława i Jakuba.

## Ordery i odznaczenia
- Srebrny Krzyż Zasługi (13 grudnia 1928)[25]
- Srebrny Medal Waleczności 1 klasy (Austro-Węgry, przed 1916)[10]
- Krzyż Pamiątkowy Mobilizacji 1912–1913 (Austro-Węgry, przed 1917)[11]

## Upamiętnienie
W ramach Apelu Poległych uczniów sanockiego gimnazjum w publikacji z 1958 Józef Stachowicz podał, że Jakub Hanus zginął podczas II wojny światowej w nieznanym miejscu. Po latach został symbolicznie upamiętniony na grobowcu żony i córki na cmentarzu Powązkowskim w Warszawie (kwatera e-5-2).
W 1962 Jakub Hanus został upamiętniony wśród innych osób wymienionych na jednej z tablic Mauzoleum Ofiar II Wojny Światowej na obecnym Cmentarzu Centralnym w Sanoku.